# Lasiurus degelidus
Lasiurus degelidus é uma espécie de morcego da família Vespertilionidae. Endêmica da Jamaica.